# 東室蘭車站
東室蘭站（日语：／ Higashi-muroran eki */?），是一個位於北海道室蘭市，屬於北海道旅客鐵道（JR北海道）、日本貨物鐵道（JR貨物）室蘭本線的鐵路車站。車站編號為H32。電報略號為ヒム。JR北海道的車站位於東町2丁目、JR貨物的車站位於日之出町1丁目。
除了室蘭本線，亦有支線由本站向西南方出發至繪鞆半島上的室蘭站。因此本站停靠所有等級的列車，包括特急列車「北斗」和「鈴蘭」。亦設有「室蘭運輸所」，入口設於車站西口的東北方約250米。
又，本站至沼之端站間的本線路段及支線全段皆已交流電化，而本站前往長萬部站的路段為非電化。所以班次較少、直通支線的鈴蘭號列車乃採用電聯車；但班次較多且直通至函館站的北斗號列車卻是採用氣動車行駛。

## 車站結構
整個車站群由三個部份所組成，分別是：
1. 兩個出口（東口、西口）及其升降機塔、以及連絡兩端的自由連絡通道天橋「，即『能夠橫越』的意思」；
2. 架空於月台上的跨站式站房及站務設施；以及
3. 位於東口旁的商業建築物。現時由JR北海道車站租車東室蘭營業所（地下）及室蘭市役所戶籍住民課蘭東支所（二樓，由自由通道進入）進駐[1]。

兩邊的電梯塔除了設有升降機外，亦設有樓梯及兩條扶手電梯，地下大堂附有自動門以調節室內溫度，並採大玻璃窗以增加採光率。

### 月台配置
島式月台2面4線，以2至5號月台命名，有效長度為約200米（2、3號月台）及250米（4、5號月台）。不設1號月台，另兩個月台最外端均有1至3條側線可供列車停泊。
| 月台 | 路線      | 目的地                       | 備註         |
| ---- | --------- | ---------------------------- | ------------ |
| 2    | ■室蘭本線 | 室蘭方向                     | 室蘭支線專用 |
| 3    | ■室蘭本線 | 室蘭、登別、苫小牧、札幌方向 | 室蘭支線專用 |
| 4    | ■室蘭本線 | 洞爺、長萬部、函館方向       | 室蘭本線專用 |
| 5    | ■室蘭本線 | 苫小牧、札幌方向             | 室蘭本線專用 |

## 使用人數
資料取自「室蘭市統計書」。
| 年度 | 乘車人員 （千人） | 乘車人員 （一日平均） | 出處       |
| ---- | ----------------- | --------------------- | ---------- |
| 2011 | 775               | 2,117                 | [ 統計 1 ] |
| 2012 | 767               | 2,101                 | [ 統計 1 ] |
| 2013 | 716               | 1,962                 | [ 統計 1 ] |
| 2014 | 654               | 1,792                 | [ 統計 1 ] |
| 2015 | 668               | 1,825                 | [ 統計 1 ] |
| 2016 | 702               | 1,923                 | [ 統計 2 ] |
| 2017 | 708               | 1,940                 | [ 統計 2 ] |
| 2018 | 708               | 1,940                 | [ 統計 3 ] |
| 2019 | 669               | 1,833                 | [ 統計 3 ] |

## 貨物站
日本貨物鐵道（JR貨物）的車站位於旅客站的東側。通稱東室蘭操車場、東室蘭貨物站等。1面2線的月台（全長約400公尺），到發線5條。現時主要負責運送事業廢棄物事宜。

## 相鄰車站
北海道旅客鐵道（JR北海道）
■室蘭本線（本線）
■特急「北斗」2號
長萬部（H47）←東室蘭（H32）←苫小牧（H18）
■特急「北斗」（其他）
伊達紋別（H38）－東室蘭（H32）－登別（H28）
■特急「鈴蘭」
輪西（M33）－東室蘭（H32）－鷲別（H31）
註：2、5號以本站起訖
■普通
本輪西（H33）－東室蘭（H32）－鷲別（H31）
■室蘭本線（支線）
東室蘭（H32）－輪西（M33）

### 統計數據
1. ↑   (PDF). 平成27年度版 室蘭市統計書. 室蘭市: 88. 2016-12  [2018-01-24]. （原始内容 (PDF)存档于2020-03-17）. 外部链接存在于|work= (帮助)
2. ↑   (PDF). 平成29年度版 室蘭市統計書. 室蘭市: 88. 2019-03  [2019-04-22]. （原始内容 (PDF)存档于2020-03-17）. 外部链接存在于|work= (帮助)
3. ↑  令和元年度版 室蘭市統計書 - 9.運輸・通信

## 外部連結
- JR北海道 東室蘭站（页面存档备份，存于）